# Hallucinogen
Simon Posford, in arte Hallucinogen (Londra, 28 ottobre 1971), è un musicista britannico specializzato in musica Goa trance.

## Storia del gruppo
Il suo lavoro principale era di ingegnere per le etichette T.I.P. (Raja Ram) e Dragonfly (Youth). Il suo primo album, Twisted, fu uno dei lavori che contribuirono a dare una definizione del genere musicale psychedelic trance e al quale si riferiscono tutti coloro che amano questo genere. L'album seguente, The Lone Deranger, cementò questa sua influenza.
Posford si cimentò in varie collaborazioni con altri artisti. Il suo progetto principale ha coinvolto artisti come Raja Ram (Shpongle), Martin Glover (Celtic Cross) e Prometheus a.k.a. Benji Vaughan (Younger Brother). Sebbene il suo talento provenga da una serie di influenze da tutto il mondo, molti dei suoi fan dichiarano che si tratta del "tocco di Posford" quando si ha una certa qualità priva di errori nel suono della musica, e ciò è confermato da sostenitore della musica psichedelica ed elettronica in tutto il mondo. Egli è rinomato per la sua abilità meticolosa nella produzione e per la composizione multistratificata e profonda che caratterizza la sua musica.
Simon crebbe nel villaggio di Chobham. Mentre frequentava la Woodcote school suonava le tastiere nella sua prima band, "the Electric Light Failure." Più tardi come teenager sperimentò estensivamente con la registrazione fatta in casa, prima su 4 canali portastudio e poi con un registratore Tascam MSR-16 a 16 canali.
Egli è anche il fondatore della Twisted Records, che è una delle più influenti etichette discografiche del genere psychedelic trance.
Un pezzo da Hallucinogen, chiamato 'Bubble n' Tweak,' appare nel videogame Gran Turismo 4.
Nel 2002 uscì In Dub, una collezione di pezzi remixati da Ott dub remix.

## Discografia
- 1995 - Twisted
- 1997 - The Lone Deranger
- 2002 - In Dub